# یواس‌اس ردوود (ای‌ان-۳۰)
یواس‌اس ردوود (ای‌ان-۳۰) (به انگلیسی: USS Redwood (AN-30)) یک کشتی است که طول آن 163' 2" می‌باشد. این کشتی در سال ۱۹۴۱ ساخته شد.